# Lycée Jacques-Feyder
Le lycée et internat Jacques Feyder est un établissement public français d'enseignement secondaire technologique et général situé au 10 rue Henri-Wallon à Épinay-sur-Seine en Seine-Saint-Denis. Ce lycée rend hommage à Jacques Feyder, un réalisateur, scénariste, acteur, producteur de cinéma et monteur.

## Histoire
Le lycée Jacques Feyder est situé rue Henri-Wallon depuis 1977, date à laquelle, annexe du lycée Paul-Éluard, il s'installe dans ses nouveaux locaux en centre-ville d'Épinay-sur-Seine. Baptisé Jacques Feyder par le souhait du maire de l'époque, le lycée s'inscrit dans l'image dont la commune veut se doter : la ville du cinéma. Jacques Feyder est en effet un metteur en scène, connu des cinéphiles, qui a tourné plusieurs films dans les studios de cinéma « Éclair » d'Épinay, dont le célèbre La Kermesse héroïque. 

## Structure pédagogique
En filière générale, le lycée Jacques Feyder propose neuf spécialités parmi les douze existantes :
- Mathématiques
- Physique-Chimie
- Sciences de la vie et de la Terre
- Sciences de l'ingénieur
- Histoire-géographie, géopolitique, sciences politiques
- Sciences économiques et sociales
- Humanités, littérature et philosophie
- Langues, littératures et cultures étrangères (anglaises ou espagnoles)
- Arts

## Classes Spéciales
En plus des cours classiques, les classes de seconde du lycée ont pour particularité de proposer un enseignement d'exploration. Ces enseignements sont :
- Patrimoine
- Littérature et société
- Sport
- Idis
- Sciences de l'Ingénieur (SI)
- Sciences et laboratoire (SL)
- Japonais
- Biotechnologie, MPS

En seconde, il y a aussi des classes sans note qui n'ont simplement qu'une appréciation dans le bulletin.
Plus généralement dans le lycée, il existe des classes coopératives. Il s'agit de classes où les élèves et les professeurs se réunissent pour échanger sur divers sujets. Ce type de classe est présent en seconde, première et terminale.

### Égalités des chances
Il existe deux classes qui font le parcours Dauphine : une classe de Première et une classe de Terminale. En partenariat avec l'université Paris-Dauphine, les élèves de ces classes ont plus de chance d'intégrer cette école. Trois heures par semaine, les élèves qui suivent le parcours Dauphine ont le droit à des cours sur divers domaines, notamment la macroéconomie, la microéconomie, la politique, le droit ou encore la gestion. Ils ont aussi des renforcements dans des matières comme les mathématiques ou l'anglais.
Le lycée Jacques Feyder a aussi un partenariat avec l'Institut d'Études Politiques de Paris, communément appelée Sciences Po. Le mercredi après-midi, le lycée propose un atelier Sciences Po qui permet aux élèves d'intégrer cette école.
|                         | 2004 | 2005 | 2006 | 2007 | 2008 | 2009 | 2010 | 2011 | 2012 | 2013 | 2014 | 2015 | 2016 | 2017 |
| ----------------------- | ---- | ---- | ---- | ---- | ---- | ---- | ---- | ---- | ---- | ---- | ---- | ---- | ---- | ---- |
| Admission à Sciences Po | 2    | 3    | 2    | 5    | 4    | 4    | 4    | 1    | 3    | 3    | 1    | 3    | 4    | 3    |
| Admission à Dauphine    |      |      |      |      |      |      | 5    | 2    | 3    | 2    | 2    | 2    | 6    | 3    |

## Résultats du bac

### Ancien bac
| Séries | 1999  | 2000  | 2001  | 2002  | 2003  | 2004  | 2005  | 2006  | 2007  | 2008  | 2009  | 2010  | 2011  | 2012  | 2013  | 2014  | 2015  | 2016  | 2017  |
| ------ | ----- | ----- | ----- | ----- | ----- | ----- | ----- | ----- | ----- | ----- | ----- | ----- | ----- | ----- | ----- | ----- | ----- | ----- | ----- |
| L      | 54,5% | 65,8% | 54,0% | 57,0% | 68,2% | 72,2% | 51,1% | 67,3% | 65,0% | 81,0% | 55,6% | 72,0% | 58,3% | 67,6% | 82,0% | 64,7% | 82,4% | 69,2% | 67,3% |
| S      | 58,6% | 58,0% | 58,0% | 59,0% | 61,5% | 73,3% | 72,5% | 70,8% | 70,0% | 78,0% | 73,1% | 68,0% | 73,3% | 64,8% | 77,9% | 70,5% | 69,4% | 78,2% | 80,8% |
| ES     | 72,2% | 44,1% | 53,0% | 56,0% | 58,6% | 74,7% | 77,7% | 74,0% | 60,0% | 68,0% | 74,2% | 63,0% | 71,3% | 71,7% | 82,9% | 73,1% | 79,4% | 76,6% | 67,8% |
| Moy.   | 61,7% | 56,0% | 55,0% | 57,3% | 61,0% | 73,7% | 70,6% | 71,7% | 64,6% | 75,2% | 70,1% | 67,6% | 70,2% | 68,0% | 80,3% | 70,5% | 75,1% | 76,3% | 73,3% |

Avant la réforme du bac, il y avait 3 séries en général : S, L et ES.
| Séries | 1999  | 2000   | 2001  | 2002  | 2003  | 2004  | 2005  | 2006  | 2007  | 2008  | 2009  | 2010  | 2011  | 2012  | 2013  | 2014  | 2015  | 2016  | 2017  |
| ------ | ----- | ------ | ----- | ----- | ----- | ----- | ----- | ----- | ----- | ----- | ----- | ----- | ----- | ----- | ----- | ----- | ----- | ----- | ----- |
| STMG   | 70,4% | 61,5%  | 56,0% | 53,7% | 62,4% | 63,4% | 56,6% | 56,8% | 52,6% | 69,7% | 61,0% | 66,0% | 69,1% | 74,1% | 88,6% | 87,6% | 85,3% | 77,2% | 79,4% |
| ST2S   | 76,7% | 100,0% | 65,0% | 63,0% | 85,7% | 78,6% | 81,5% | 85,0% | 79,3% | 87,1% | 85,2% | 79,0% | 73,1% | 65,5% | 75,0% | 88,6% | 88,9% | 93,9% | 88,2% |
| Moy.   | 73,5% | 80,8%  | 60,5% | 58,3% | 66,6% | 66,7% | 61,7% | 61,1% | 58,7% | 74,8% | 66,1% | 69,1% | 70,0% | 71,8% | 85,3% | 87,9% | 86,1% | 80,4% | 81,6% |

Au lycée Jacques Feyder, il y a deux séries en technologique : STMG et ST2S.

## Supérieur
Au niveau supérieur, le lycée Jacques Feyder propose trois filières STS (Section de Technicien Supérieur) : Tourisme, Comptabilité et Gestion (CG) et Assistant de Manager (AM).